# I'm with Lucy
I'm with Lucy è un film del 2002 diretto da Jon Sherman con Monica Potter nel ruolo da protagonista. È la seconda commedia romantica del regista dopo Breathing Room del 1996.

## Trama
Il film inizia dalla fine. Lucy, una giornalista di New York, poco prima di sposarsi con un uomo misterioso racconta ad un amico le vicissitudini che l'hanno condotta all'altare. La scena cambia e la storia torna indietro nel momento in cui Lucy, dopo essere stata scaricata, decide di mettersi alla ricerca dell'uomo perfetto. Quindi si concede il lusso di frequentare contemporaneamente cinque uomini diversi in modo da poter scegliere quello più adatto a lei. Con ciascuno di loro Lucy si comporta in maniera differente: si ubriaca al suo primo appuntamento con Doug, l'entomologo; è spregiudicata a letto con Gabriel, lo sceneggiatore; con Bobby, il giocatore di baseball, tira fuori un pessimo carattere; trascorre il primo appuntamento con Barry, proprietario di un negozio on-line, anche insieme ai suoi genitori; e infine con Luke, il dottore, l'appuntamento prende una piega imbarazzante quando scopre che un'altra donna è interessata a lui. Il film prosegue con gli esperimenti di Lucy, ne scarta alcuni, insiste su altri, fino a quando uno di loro la conquisterà. Chi sia, lo si scopre solo nel finale, quando Lucy si sposa e l'identità dell'uomo misterioso viene rivelata.

## Produzione
Il budget del film fu di circa 15 milioni di dollari. È stato girato a New York e nello stato della Florida nella primavera del 2001.